# Washington Stecanela Cerqueira
Washington Stecanela Cerqueira (n. 1 aprilie 1975) este un fost fotbalist brazilian.

## Statistici
| Brazilia | Brazilia | Brazilia |
| An       | Meciuri  | Goluri   |
| -------- | -------- | -------- |
| 2001     | 6        | 1        |
| 2002     | 3        | 1        |
| Total    | 9        | 2        |